# Lijst van nationale parken in Ierland
In Ierland zijn 8 natuurgebieden tot nationaal park uitgeroepen. 
| Gebied                                                                                   | Foto | Regio          | Oppervlakte | Opgericht in |
| ---------------------------------------------------------------------------------------- | ---- | -------------- | ----------- | ------------ |
| Nationaal Park Wild Nephin (Ballycroy) Páirc Náisiúnta Néifinne Fiáine (Bhaile Chruaich) |      | County Mayo    | 110 km²     | 1998         |
| Nationaal Park Connemara Páirc Náisiúnta Chonamara                                       |      | County Galway  | 30 km²      | 1980         |
| Nationaal Park Glenveagh Páirc Náisiúnta Ghleann Bheatha                                 |      | County Donegal | 170 km²     | 1984         |
| Nationaal Park Killarney Páirc Náisiúnta Chill Airne                                     |      | County Kerry   | 105 km²     | 1932         |
| Nationaal Park The Burren Páirc Náisiúnta Bhoirne                                        |      | County Clare   | 15 km²      | 1991         |
| Nationaal Park Wicklow Mountains Páirc Náisiúnta Sléibhte Chill Mhantáin                 |      | County Wicklow | 205 km²     | 1991         |
| Nationaal Park Boyne Valley Páirc Náisiúnta Brú na Bóinne                                |      | County Meath   | 2,2 km²     | 2023         |
| Nationaal Park na Mara, Ciarraí Kerry Seas National Park                                 |      | County Kerry   | 283,3 km²   | 2024         |